# Гжимала, Эдвард
Э́двард Гжима́ла (пол. Edward Grzymała; 29 сентября 1906, Колодзёнж, Мазовецкое воеводство — 10 августа 1942, Дахау, Бавария) — блаженный Римско-Католической Церкви, священник, мученик. Входит в число 108 блаженных польских мучеников, беатифицированных римским папой Иоанном Павлом II во время его посещения Варшавы 13 июня 1999 года.

## Биография
Осенью 1926 года поступил в высшую духовную семинарию во Влоцлавке. 14 июня 1931 года его рукоположили в священника. В 1931 году прибыл в Рим, чтобы изучать каноническое право. По окончании обучения вернулся в Польшу, где служил викарием в Липне, Конине, Калише. Сотрудничал с монахами из католического монашеского ордена паулинов при новом польском переводе Библии. В 1938 году вернулся во Влоцлавек.
Во время начала Второй мировой войны его назначили генеральным викарием влоцлавской диоцезии. 26 сентября 1940 года был арестован Гестапо и препровождён в концентрационный лагерь Дахау.
10 августа 1942 года был убит в газовой камере вместе с прибывшим в этот день транспортом инвалидов.

## Прославление
13 июня 1999 года был беатифицирован римским папой Иоанном Павлом II вместе с другими польскими мучениками Второй мировой войны.
День памяти — 12 июня.